# خط سیبو شینجوکو
خط سیبو شینجوکو (به ژاپنی: 西武新宿線 Seibu-Shinjuku-sen) یک خط راه‌آهن است که توسط شرکت راه‌آهن سیبو اداره می‌شود.